# Eurycea rathbuni
Eurycea rathbuni – gatunek płaza ogoniastego z rodziny bezpłucnikowatych (Plethodontidae). Żyje w jaskiniach w pobliżu San Marcos w hrabstwie Hays w Teksasie; jest krytycznie zagrożony wyginięciem.

## Biotop
Płaz ten występuje w podziemnych systemach wodnych z jaskiniami na Płaskowyżu Edwardsa położonym na wysokości 600–750 metrów. Czasami znajdowany jest również w studniach, w tym w studniach artezyjskich.

## Wygląd
Biały płaz o długości 8–14 cm. Głowa spłaszczona, kończyny bardzo cienkie i delikatne. Oczy przesłonięte są skórą – zwierzę jest ślepe. Czerwone skrzela występują także u dorosłych osobników.

## Pożywienie
Żywią się ślimakami, krewetkami i obunogami.

## Rozmnażanie
Zwierzęta rozmnażają się przez cały rok. Samice aktywnie poszukują samców. Gdy je znajdą, stymulują je do rozrodu m.in. trąc podbródkiem o ich grzbiety i wspinając się na nie. Samiec pozostawia spermę na skałach, skąd samica zbiera ją do swojej kloaki.

## Status zagrożenia
W Czerwonej księdze gatunków zagrożonych IUCN płaz ten od 2023 roku klasyfikowany jest jako gatunek krytycznie zagrożony (CR, ang. Critically Endangered); wcześniej, od 1996 roku uznawano go za gatunek narażony (VU, ang. Vulnerable), a od 1986 roku za gatunek zagrożony (E, ang. Endangered).
Liczebność populacji nie jest znana, choć przypuszcza się, że spada.
Gatunek ten jest wrażliwy na zmiany jakości wody i dlatego jest podatny na zanieczyszczenia wód gruntowych. Zagraża mu też obniżający się poziom wód gruntowych spowodowany pozyskiwaniem wody dla szybko rozwijającej się zabudowy mieszkaniowej i komercyjnej, a także zmiany klimatyczne.